# Dandi (Maharashtra)
Dandi es una  ciudad censal situada en el distrito de Palghar en el estado de Maharashtra (India). Su población es de 8942 habitantes (2011). Se encuentra a 73 km de Thane y a 15 km de Palghar.

## Demografía
Según el censo de 2011 la población de Dandi era de 8942 habitantes, de los cuales 5136 eran hombres y 3806 eran mujeres. Dandi tiene una tasa media de alfabetización del 78,55%, inferior a la media estatal del 82,34%: la alfabetización masculina es del 85,44%, y la alfabetización femenina del 68,76%.